# Quarteto Jobim Morelenbaum
Quarteto Jobim-Morelenbaum foi um quarteto instrumental e vocal de formação camerística formado em 1995 e integrado por Paulo Jobim (violão e voz), Daniel Jobim (piano e voz), Jaques Morelenbaum (violoncelo) e Paula Morelenbaum (voz). Seu repertório é baseado na obra de Antônio Carlos Jobim.

## Discografia
- 1999 - Quarteto Jobim-Morelenbaum[3][4]